# Poedermetallurgie
Poedermetallurgie is de techniek om metaallegeringen aan te maken vanuit poedervorm, dus niet vanuit een vloeibare smelt zoals gebruikelijk.
De legeringselementen worden in fijn poeder < 0,6 mm samengebracht en goed gemengd en in vormen geperst onder hoge druk 100 tot 1000 megapascal en dan verhit tot onder de smelttemperatuur. Dit is het zogenaamde sinteren.
Een goed voorbeeld is wolfraamcarbide een zeer hard materiaal dat onder de merkaam WIDIA (Duits wie Diamant: zoals diamant) toepassing vindt in snijwerktuigen zoals beitels en boren. Omdat wolfraam zo'n hoog smeltpunt heeft, zou het onmogelijk zijn om wolfraamcarbide anders dan met poedermetallurgie aan te maken.